# Яроцин (гміна, Ніжанський повіт)
Гміна Яроцин (пол. Gmina Jarocin) — сільська гміна у східній Польщі. Належить до Ніжанського повіту Підкарпатського воєводства.
Станом на 31 грудня 2011 у гміні проживало 5461 особа.

## Територія
Згідно з даними за 2007 рік площа гміни становила 90.43 км², у тому числі:
- орні землі: 55.00%
- ліси: 40.00%

Таким чином, площа гміни становить 11.51% площі повіту.

## Населення
Станом на 31 грудня 2011:
| Опис     | Загалом | Загалом | Чоловіки | Чоловіки | Жінки | Жінки |
| -------- | ------- | ------- | -------- | -------- | ----- | ----- |
| одиниця  | осіб    | %       | осіб     | %        | осіб  | %     |
| все      | 5461    | 100     | 2711     | 49.64    | 2750  | 50.36 |
| міське   | 0       | 100     | 0        |          | 0     |       |
| сільське | 5461    | 100     | 2711     | 49.64    | 2750  | 50.36 |

## Села

### Солтиства
Домостава, Ґольці, Ярочин, Кати, Кутили, Майдан Ґольчанський, Мостки, Шиперки, Шведи, Жджари

#### Присілки
Букова, Депутати, Єже, Лоза, Налепи, Соколя, Васілє

#### Частини села
Нова Руда

## Історія
1 серпня 1934 року було створено об'єднану сільську гміну Яроцин в Нисківському повіті Львівського воєводства. До неї увійшли сільські громади: Борки, Домостава, Ґольці, Ярочин, Кати, Курина Мала, Курина Велика, Майдан Ґольчанський, Мостки, Раухерсдоф, Студзєнєц, Шиперки і Жджари.
Попри крайню сполонізованість цієї частини Надсяння ще в міжвоєнний період у селах гміни зберігалась значна кількість парафіян греко-католицької парафії Дубрівка Лежайського деканату: Шиперки — 212;  Борки — 273; Ярочин — 161, Курина Мала — 97, Курина Велика — 61, Курина Середня — 15, Ґольці — 48, Майдан Ґольчанський— 45, Жджари — 60, Мостки — 36,  Домостава — 9.

## Сусідні гміни
Гміна Яроцин межує з такими гмінами: Гарасюкі, Пишниця, Улянув, Янів-Любельський.